# 4152 Weber
4152 Weber (1985 JF) là một tiểu hành tinh vành đai chính được phát hiện ngày 15 tháng 5 năm 1985 bởi Ted Bowell ở Flagstaff. Nó được đặt theo tên the composer Carl Maria von Weber, who was largely responsible for developing German Romantic opera.